# Allée couverte von La Roche Camio

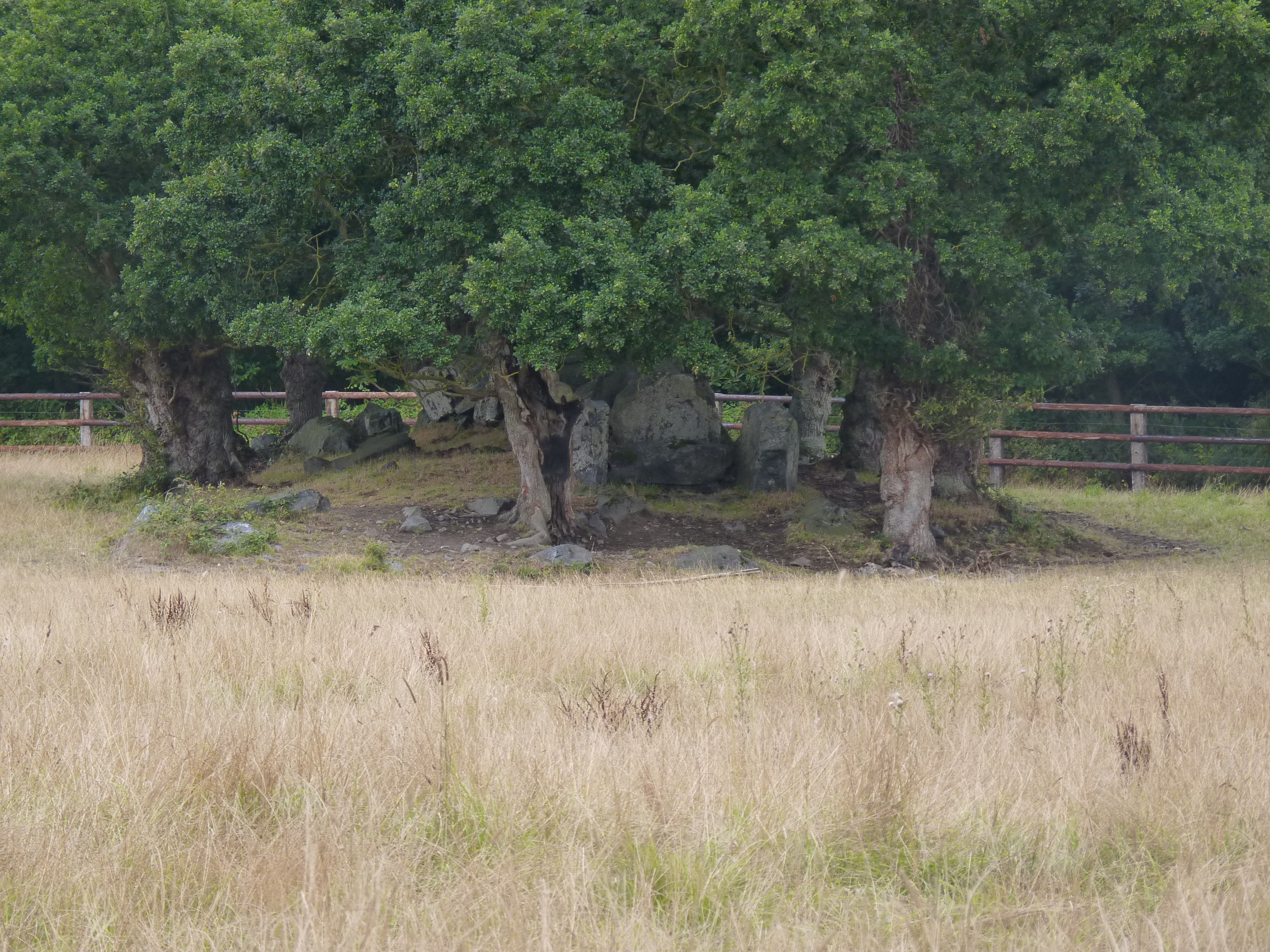
Allée couverte von La Roche Camio

Die Allée couverte von La Roche Camio (auch Allée couverte von La Roche Cadio oder Grotte aux Fées genannt) ist eine Megalithanlage aus dem Neolithikum. Sie befindet sich in Plédran, östlich von Le Créac’h im Département Côtes-d’Armor in der Bretagne in Frankreich und steht seit 1964 als Monument historique unter Denkmalschutz. Die Allée couverte unterscheidet sich von normalen Galeriegräbern durch die laterale Position ihres Zugangs. 
Die etwa 21,0 m lange Galerie mit einer antenartigen, breiten und tiefen Vorkammer und seitlichem Zugang, von dem zwei Steine erhalten sind, besteht aus 28 Tragsteinen und sechs erhaltenen (von 10) Decksteinen. In und neben der Kammer liegen versetzte Steine. Die Tragsteine haben eine durchschnittliche Höhe von 1,0 m und sind 1,2 m breit. Reste des Hügels sind noch erkennbar. Gefunden wurden Pfeilspitzen und Tonscherben. 
Etwa 550 m östlich liegt die Allée couverte du Petit-Chêne.